# Хейбелиада
Хейбелиада́ (тур. Heybeliada; или Ха́лки греч. Χάλκη) — небольшой остров в Турции, находится в Мраморном море неподалёку от Стамбула, второй по величине из Принцевых островов. Площадь 2,5 км², население 4000 чел. На острове запрещен любой автотранспорт, кроме пожарных и полицейских машин.

## История
Турецкое название Хейбелиада означает в переводе «остров с сумкой», греческое Халки — «медный» (название произошло по причине того, что на острове было много залежей меди).

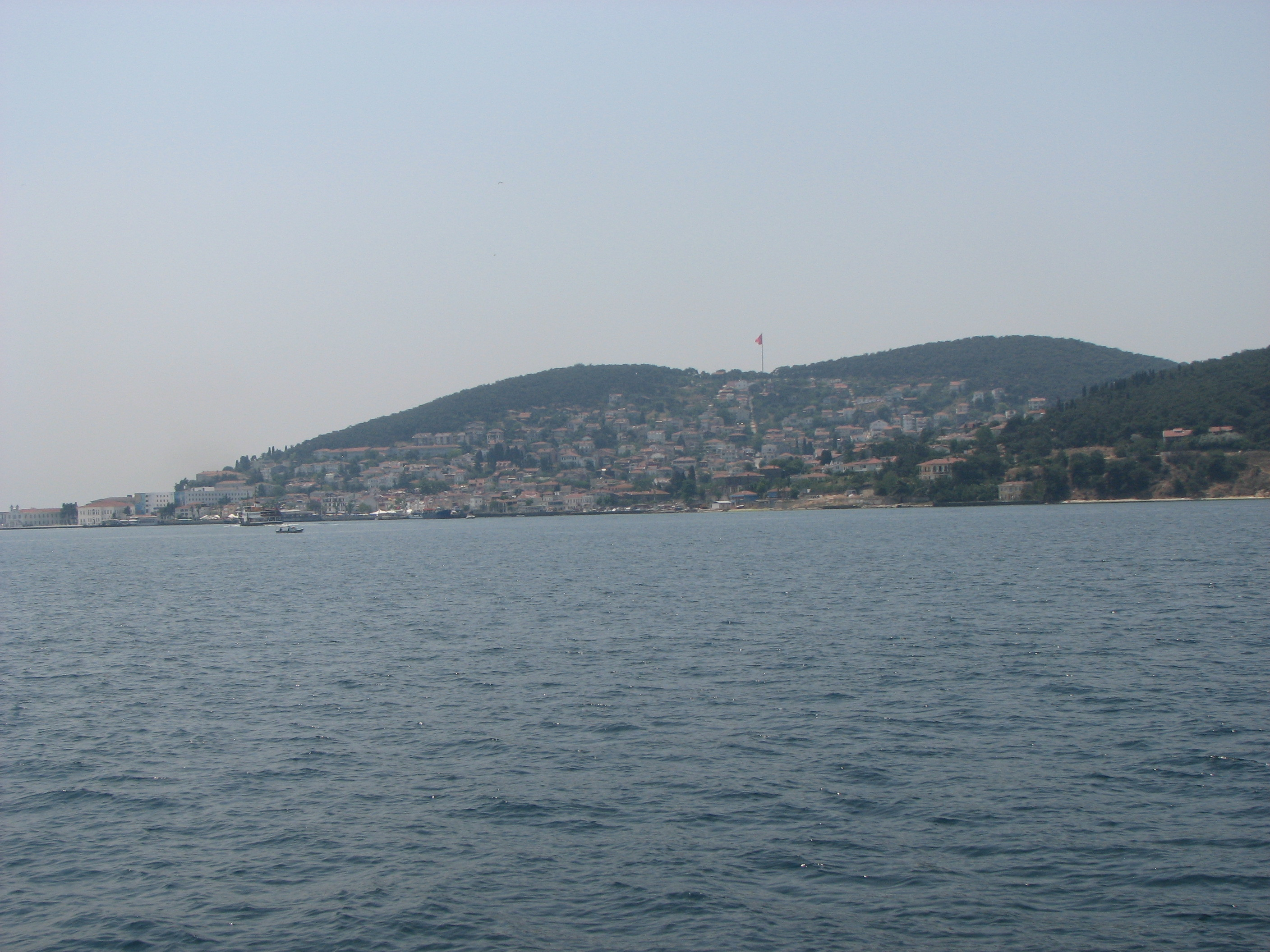
Вид острова со стороны Мраморного моря

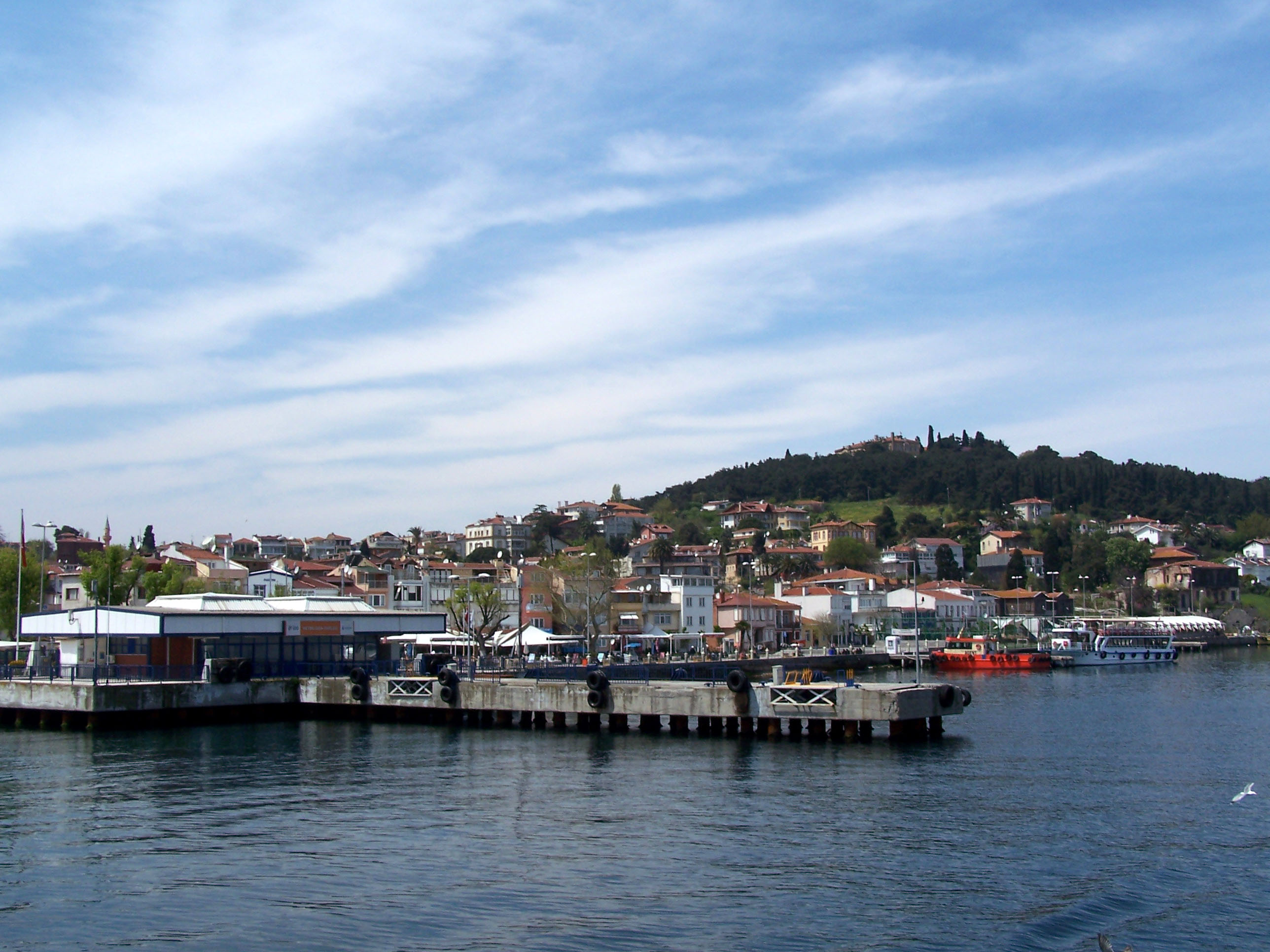
Город Хейбелиада

Остров был захвачен турками в 1522 году.
В XIX веке рыбачий остров Халки стал популярным дачным местом среди богатых греков и евреев — стамбульских торговцев и банкиров. За несколько десятилетий его население увеличилось с 800 до 3500 человек, а поселок на северной оконечности острова оброс новомодными домами. Одно время здесь жил русский философ Константин Леонтьев.

## Достопримечательности
- Православная святыня острова — Свято-Троицкий монастырь, основанный в IX веке Патриархом Фотием[1].
- В 1844 году стараниями патриарха Германа IV при монастыре была основана Халкинская богословская школа,  где учились иерархи Константинопольской, Антиохийской, Александрийской, Элладской православных церквей. За все время её существования школу окончило около тысячи студентов[1]. Семинария была закрыта в 1971 году турецкими властями. Переговоры о её открытии ведутся на протяжении многих лет. В библиотеке школы была обнаружена рукопись «Сугдейский синаксарий».
- Близ пристани, в переулке İmralı sokak, расположен греческий православный храм святителя Николая (1857), в центральной части острова Монастырь Камариотиссы, а на юго-западном побережье в Çam Limanı скит святого Спиридона.
- Дом-музей второго президента Турции İsmet İnönü (сайт музея).
- Один из старейших и роскошных отелей острова Halki Palace[2] 1852-1862 годов постройки, деревянный особняк, в настоящий момент не работает.
- Heybeli Sahaf — магазин подержанных книг, в котором можно найти исторические фотографии острова, а также книги греческого периода истории острова. Антикварный книжный магазин расположен в деревянном особняке с витражами.

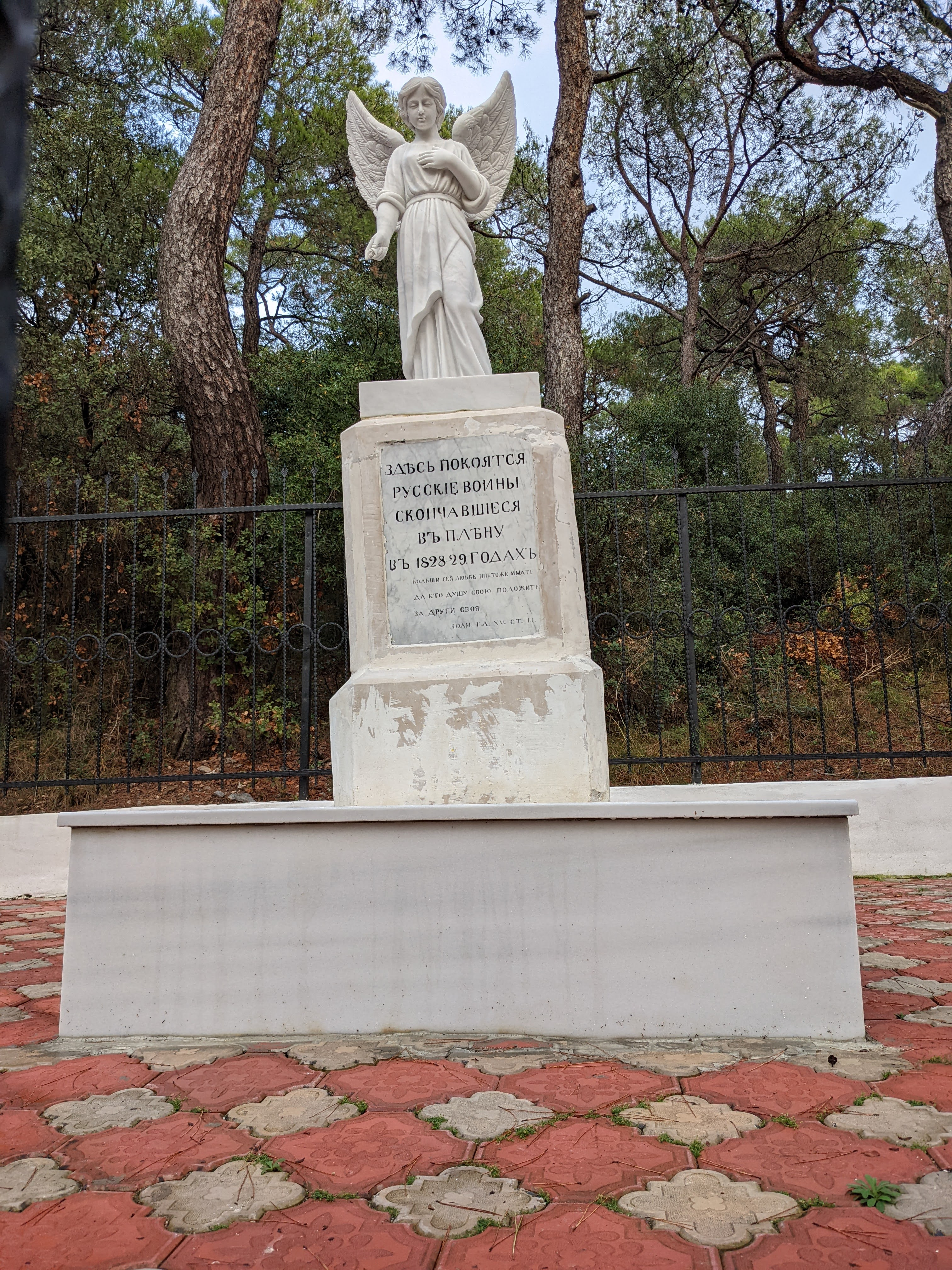
Rus Esirler Anıtı

- На острове находится памятник русским воинам, скончавшимся в плену в 1828—1829 гг.
- Синагога Bet Yaakov Sinagogu 1956 года постройки.

На острове множество деревянных особняков 19 века, особенно на улицах Lozan Zeferi и Refah Şehitler. Некоторые из них проиллюстрированы в книге Джона Фрили об островах.

## В литературе
В 1922 г. А. Н. Толстой написал о буднях русских эмигрантов рассказ «На острове Халки».
Гигантский труд Акилласа Милласа под названием Heybeliada Halki Dimonisos, объединяет людей, районы, улицы, дома и монастыри, которые придают Хейбелиаде её историческую идентичность. Книга была впервые опубликована на греческом языке в 1986 году в Греции и получила премию Американской киноакадемии.
Мэри Энн Уиттен "Остров в Стамбуле: дома на Хейбелиаде, рассказывает историю американской пары, которая купила один из старых домов на острове.

## Известные жители
- Ириней (Пандолеондос) (1863—1945) — Митрополит Мелникский и Кассандрийский
- Азиз Несин — известный турецкий писатель, новеллист, драматург, романист, публицист, автор сатирических и юмористических рассказов, родился на острове.
- Никодим (патриарх Иерусалимский) — бывший патриарх Иерусалимский (умер на острове в 1910 году).
- Исмет Инёню — второй президент Турции.
- Ахмет Расим — турецкий писатель, переводчик, историк и журналист.
- Сэр Эдвард Бартон[англ.] — английский дипломат, отправленный в Османскую Империю королевой Англии Елизаветой I. Похоронен на острове.
- Хюсейн Рахми Гюрпынар (тур. Hüseyin Rahmi Gürpınar, 17 августа 1864 — 8 марта 1944) — турецкий писатель.